# Górki (Stary Ciepielów)
Górki – część wsi Stary Ciepielów w Polsce położony w województwie mazowieckim w powiecie lipskim w gminie Ciepielów.
W latach 1975–1998 miejscowość należała administracyjnie do województwa radomskiego.